# バイナリ時計

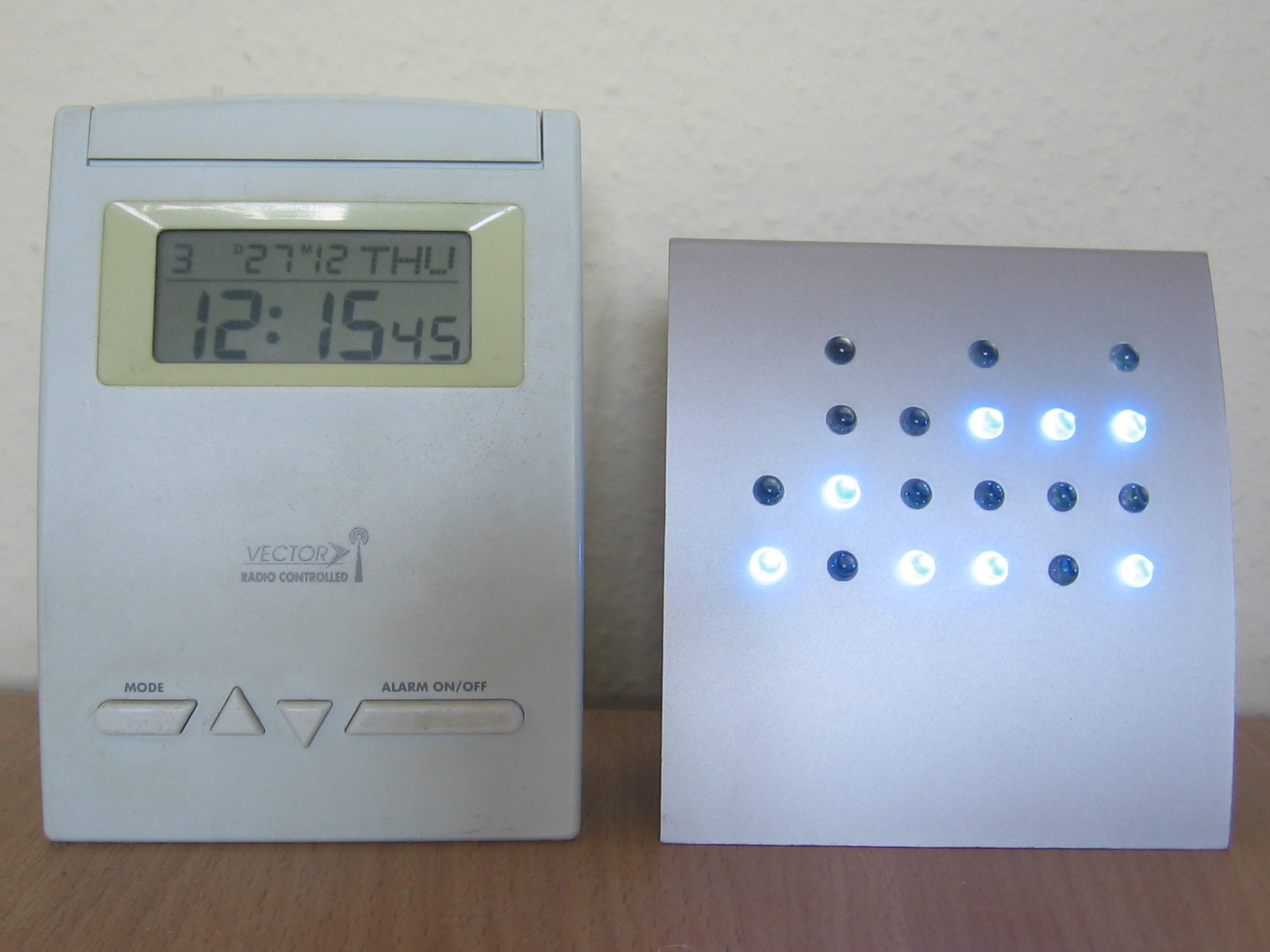
左:デジタル時計右:BCD形式のバイナリークロック　時刻は左の時計と同じ12:15:45。

バイナリ時計（バイナリどけい、英語:Binary clock）は、時刻の数値を二進法で表示する時計。表示する時刻自体は伝統的な六十進法などによるものである。
当初は時刻を二進化十進表現で表示する形式（BCDコード）であったが、後にバイナリ表示を行う時計も登場した。ほとんどのバイナリ時計はデジタルタイプであるが、アナログタイプも存在する。

## BCD時計

BCD時計の読み方: 各列ごとの和が6桁の十進表記の各桁に対応する。時間、分、秒ごとに2桁で表される。

2008年現在、最も一般的なバイナリ時計は、6列×4行で、それぞれ1か0の並びで表示される。各列が一つの桁を表す二進化十進表現方式で、BCD（Binary-Coded Decimal）コードと呼ばれる。各列の最下行が20（1）、行が上がるごとにそれぞれ指数が増え、最上行で23（8）になる。時刻は、各桁の和が、それぞれ左から2桁ごとに時間、分、秒を表す。

## バイナリ表示時計

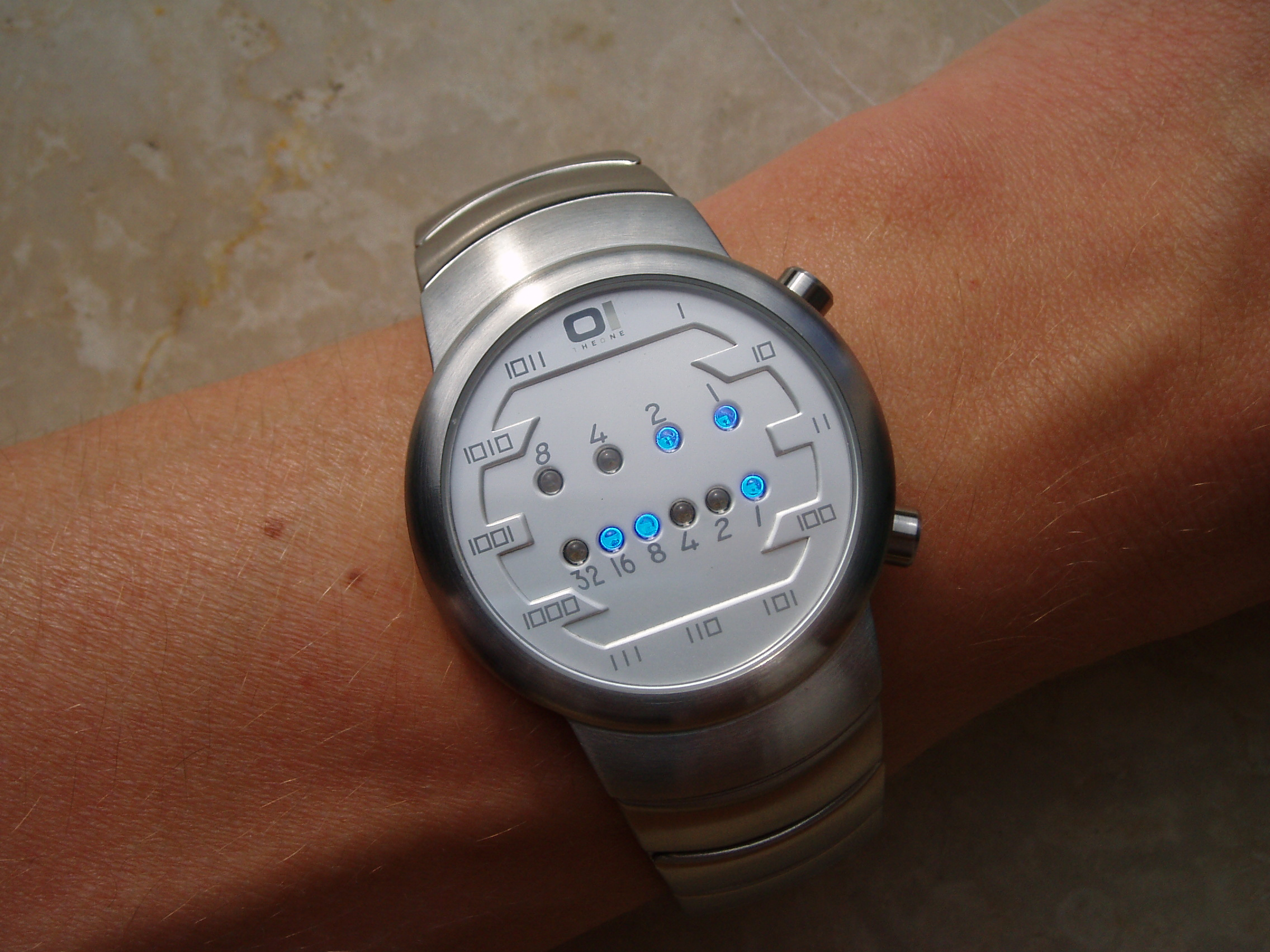
バイナリ表示時計のTime Technology社の「Samui Moon」。時刻は3:25。

時間、分、秒をそれぞれそのまま一つの二進法で表す時計も存在する。

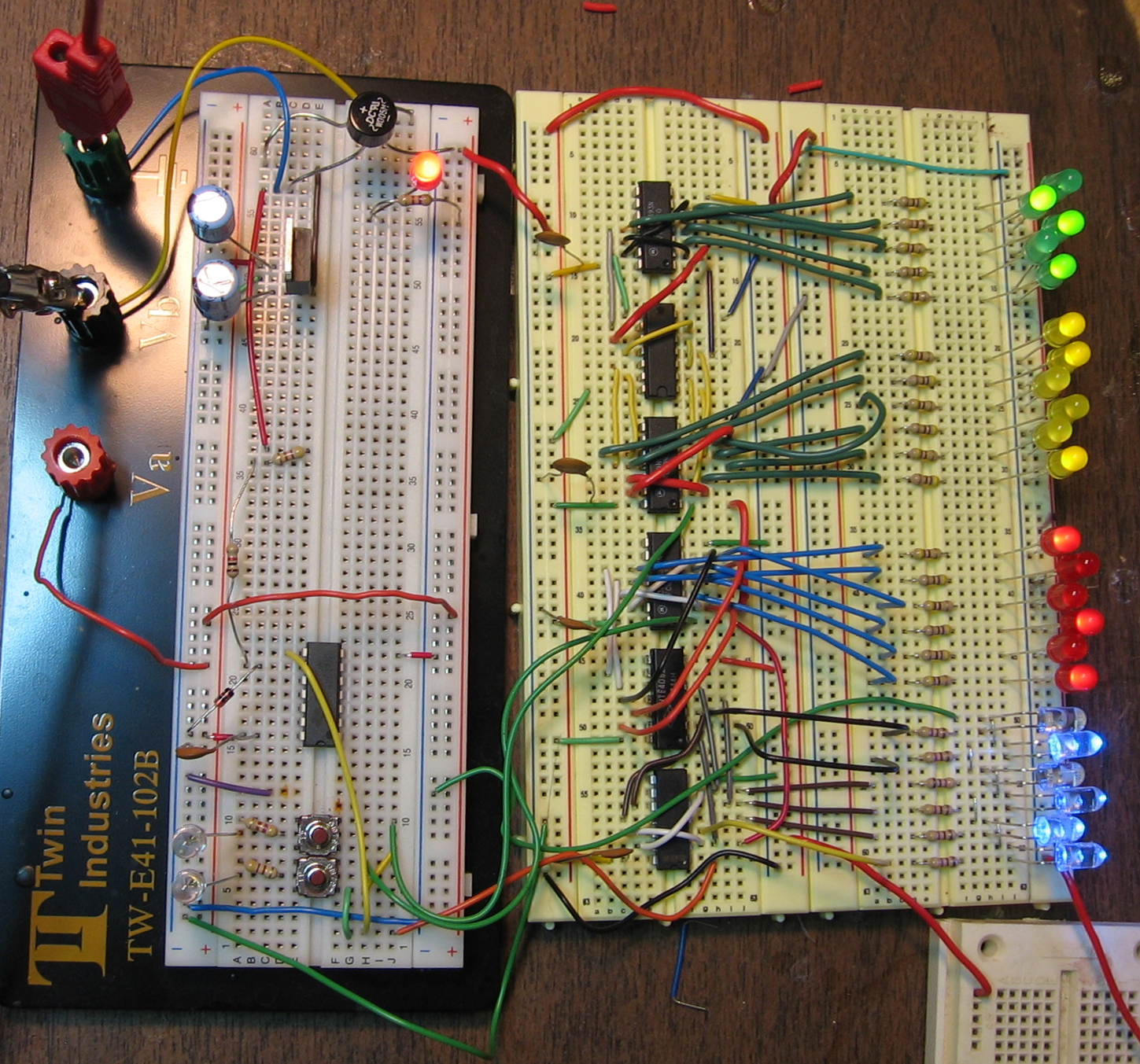
バイナリ時計の電子回路。時刻は13:49:37。

|    | 時間 | 分   | 秒   |
| 32 |      | 1    | 1    |
| 16 |      | 0    | 1    |
| 8  | 1    | 0    | 0    |
| 4  | 0    | 1    | 0    |
| 2  | 1    | 0    | 0    |
| 1  | 0    | 1    | 1    |
|    | 10時 | 37分 | 49秒 |